# Gossip Girl: Acapulco
Pour les articles homonymes, voir Gossip Girl.
Gossip Girl: Acapulco est une telenovela mexicaine diffusée entre le 5 août 2013 et le 6 septembre 2013 sur la chaîne payante Golden Premier puis en clair sur Canal 5. Aux États-Unis, elle fut diffusée à partir du 20 septembre 2013 sur la chaîne en langue espagnole UniMás.
Il s'agit d'une adaptation de la série télévisée américaine Gossip Girl, elle-même adaptée de la série littéraire du même titre de la romancière américaine Cecily von Ziegesar.
Elle est inédite dans tous les pays francophones.

## Synopsis
La série suit le quotidien de jeunes privilégiés de la ville d'Acapulco, tous accros au blog de « Gossip Girl » une mystérieuse blogueuse qui dévoile tous les derniers potins et rumeurs sur leur communauté très fermée.
La série débute par l'arrivée de Sofía López-Haro, qui fait son retour en ville après avoir disparu sans donner de nouvelles. Elle retrouve ainsi sa meilleure amie, Bárbara Fuenmayor, qui comme tout le monde, est très étonnée de revoir Sofía.
Parallèlement, Sofia va attirer l'attention de Daniel Parra, un surfeur venant d'un milieu moins luxueux.

## Distribution

### Acteurs principaux
- Sofía Sisniega (en) : Sofía López-Haro (basée sur Serena van der Woodsen)
- Oka Giner : Barbara Fuenmayor (basée sur Blair Waldorf)
- Diego Amozurrutia (en) : Daniel Parra (basé sur Dan Humphrey)
- Jon-Michael Ecker (en) : Nicolás « Nico » de la Vega (basé sur Nate Archibald)
- Macarena Achaga : Jenny Parra (basée sur Jenny Humphrey)
- Vadhir Derbez (en) : Maximiliano « Max » Zaga (basé sur Chuck Bass)
- Margarita Muñoz (en) : Vanessa García (basée sur Vanessa Abrams)
- Eduardo Victoria (en) : Marcelo Parra (basé sur Rufus Humphrey)
- Isabela Camil : Liliana Lopez-Haro (basée sur Lily van der Woodsen)

L'actrice et chanteuse Paty Cantú prête sa voix à « Gossip Girl » et est présente dans l'intégralité des épisodes en tant que narratrice.

### Acteurs récurrents
- Alexis Ayala : Emiliano Zaga (basé sur Bart Bass)
- Esmeralda Pimentel : Francesca Ruíz De Hinojosa (basée sur Georgina Sparks)
- Alejandro Camargo : Ignacio
- Carina Ricco (en) : Alicia Parra (basée sur Allison Humphrey)
- José María Torre (en) : Federico Zaga (basé sur Jack Bass)
- Eugenia Cauduro (en) : Leonora Fuenmayor (basée sur Eleanor Waldorf)
- Polo Morín : Eric Lopez-Haro (basé sur Eric van der Woodsen)
- Lisset : Ana de la Vega (basée sur Anne Archibald-Vanderbilt)
- Roberto Palazuelos : Santiago Ochoa de la Vega « El Capitán » (basé sur Howard Archibald)
- Christina Pastor : Dora (basée sur Dorota Kishlovsky)
- Aislinn Derbez (en) : Giovanna
- Rogelio Guerra (en) : César de la Vega (basé sur William van der Bilt)
- Fiona Palomo : Vivi San Román (basée sur Penelope Shafai)
- Roberto Carlo : Paulo San Román (basé sur Asher Hornsby)
- Brandon Peniche : Poncho Díaz-Navarro (basé sur Carter Baizen)
- Norma Lazareno (en) : Cecilia « Ceci » López-Haro (basée sur Celia Rhodes)
- Ela Velden (en) : Gaby (basée sur Kati Farkas)
- Aldo Guerra : Mauricio Burgaleta
- Constanza Mirko : Mandy (basée sur Isabel Coates)
- Regina Pavón : Pamelita (basée sur Elise Wells)
- Juan Ríos (en) : Gerardo Fuenmayor (basé sur Harold Waldorf)
- Diana Golden (en) : Paulina De Ruíz De Hinojosa
- Claudio Báez (en) : Eugenio Ruíz De Hinojosa
- José Pablo Minor (en) : Ricky Ruíz De Hinojosa
- Paula Marcellini : Katia
- Sharis Cid (en) : Lucila (basée sur Bex Simon)

## Production
En 2012, Warner Bros. Television annonce que sa branche internationale va produire une adaptation mexicaine de la série Gossip Girl.
En janvier 2013, la distribution est dévoilée et signe un contrat pour trois saisons. Le tournage débute à la fin du mois à Acapulco et se termine en mai de la même année. L'état de Guerrero a participé au financement de la série, ce dernier voulant encourager des productions qui mettent en valeur la ville de façon positive en raison des trop nombreuses séries qui la dépeigne comme une ville violente.
En janvier 2014, un journal mexicain dévoile qu'un acteur de la série aurait contacté la production pour demander l'autorisation de jouer dans un autre projet en attendant le tournage de la seconde saison et que cette dernière lui aurait confirmée l'annulation de la série, malgré des audiences satisfaisantes.
L'intégral de la première et unique saison est sorti en DVD et Blu-ray le 15 décembre 2013 au Mexique.

## Épisodes
En premier est indiqué le titre original des épisodes en espagnol, en second, ceux lors de leurs diffusion sur UniMás aux États-Unis.
1. Buenos días Acapulco / Good Morning Acapulco
2. El reencuentro / The Reunion
3. Pijamada / Sleepover
4. Un nuevo amor / A New Love
5. Fuera máscaras / Out of Masks
6. Cara a cara / Face to Face
7. Rostros vemos, fotos no sabemos / We See Faces, We Don't Know About Photos
8. El debut / The Debut
9. El padre Harold / Father Harold
10. La caída / The Fall
11. El castigo / The Punishment
12. Feliz cumpleaños / Happy Birthday
13. La inauguración / The Inauguration
14. 12 uvas / 12 Grapes
15. Amistades perdidas / Lost Friendships
16. Pasarela de envidias / Fashion Show of Envy
17. Una nueva enemiga / A New Enemy
18. Borrando el pasado / Deleting the Past
19. Camino perdido / Lost Trail
20. Novia otra vez / Girlfriend Again
21. Bajo la tierra / Below Ground
22. El fantasma de Max / Max's Ghost
23. La sustituta / The Substitute
24. Prueba de vida / Proof of Life
25. Hasta pronto / See You Soon